# Motiv (musik)
 Denne artikel bør gennemlæses af en person med fagkendskab for at sikre den faglige korrekthed.
    Artiklen er en oversættelse af denne version af den tilsvarende tyske — de mange fagudtryk bør kontrolleres

 For alternative betydninger, se Motiv. (Se også artikler, som begynder med Motiv)
Motiv (af lat.: movere = bevæge; senlatin: motivus = bevægelig) betegner i den musikalske formlære den mindste, oftest melodiske enhed eller melodisk-rytmiske element af hvilke et tema eller en melodi er opbygget. Det er en typisk, fremhævet og let huskelig figur der som karakteristisk tonefølge er af betydning for en komposition eller en af dens formdele og også kan opfattes således af tilhørerne.
Et motiv kan bestå af blot to toner, for eksempel som opadgående kvart (jagtmotiv) eller som nedadgående lille terts (gøgens motiv). Motivets afgrænsning er for det meste gjort hørlig ved fraseringsindsnit, pauser og andre skillemærker.
Et motiv har kraften til selvtændiggørelse: det kan i kompositionens videre forløb blive gentaget, lagt i andre tonelejer, blive forandret eller forbundet med andre motiver. Derfor er motivet til forskel fra en ledsagefigur eller forsiring at anse for en melodisk kimcelle i den musikalske udvikling i et værk.
I Wienerklassikken blev motivet gennem dets mangfoldige forarbejdning til en central del af kompositionen. Haydn udviklede denne kompositionsmåde betydeligt videre og blev derved en af grundlæggerne af den "klassiske" musik. Beethoven satte ind med forvandling og kombination af motiver som et elementært og formdannende element. Næsten alle efterfølgende komponister som Schubert, Brahms, Tjajkovskij, Bruckner und Mahler fortsatte denne tradition. Også i dodekafoni spiller det motiv-tematiske arbejde en rolle.

## Begrebets afgrænsning
I musikvidenskaben tjener motivbegrebet enkeltanalysen af musikalske værker eller de enkelte komponisters arbejdsmåder. Den nøjere afgrænsning af et motiv fra andre musikalske enheder – figur, frase, periode (sats) og tema – er dog ofte svær for en tilhører og heller ikke entydigt defineret i musikteorien.
Et motiv er som et prægnant melodisk element for det meste hørligt som forskelligt fra andre tonerækker (ty. Tonfolgen) i en komposition. Overgange, ledsagelser, forsiringer og stilafhængige vendinger har en ringere individuel opbygning eller form (ty. Gestalt) og er derfor mindre karakteristiske. De har ofte en ren satsteknisk funktion, det vil sige: de tydeliggør harmonien på melodisk vis, ofte som akkordbrydning eller som ledsagelse til en overordnet melodi. De kan derfor snarere indregnes under begrebet figur. Typiske eksempler er den såkaldte albertibas: brudte treklange der ofte dukker op i klaversonater af Mozart. Sådanne figurer danner ikke noget uafhængigt kompositionsmateriale der rangerer på linje med melodien. De bliver derfor ved den musikalske betragtning af et stykke vurderet som mindre væsentlig.
Den næste større melodiske enhed efter motivet er frasen. Denne er for det meste afgrænset ved pauser der kan give en sanger mulighed for at trække vejret. Den består af flere, ofte to med hinanden melodisk kombinerede motiver. Er enkeltmotivet selv længere, kan det falde sammen med en frase.
Fraser forbinder sig på sin side til såkaldte perioder: musikalske "enhedsatser", der på deres side forbinder sig til et tema og disse deles – i den klassiske musik for det meste symmetrisk – formelt i taktenheder, mens et enkeltmotiv ikke behøver at være kongruent med en takts varighed.
Et tema betegner en større musikalsk betydningsenhed, der består af flere motiver, fraser og perioder. Temaet bliver ofte fremstillet i begyndelsen af et stykke (i en stykcyklus: en "sats" – ty. in einem Stückzyklus: eines „Satzes“) og danner således et stykkes vigtigste "udsagn" til hvilket de øvrige formdele forholder sig. Derfor forholder motiv, frase, periode og tema sig nogenlunde til hinanden som "ord", "delsætning", "sætning" og "strofe" i et digts bundne sprog. Temaet er altså det mere omfattende begreb der dog får sin skikkelse fra motiverne og perioderne.
| Motiv-tema-periode — Beethoven klaversonate c-mol, op.10 nr.1 |
| ------------------------------------------------------------- |
| Øverste del: forsats – frase a                                |
| Nederste del: eftersats – frase b                             |
| Motiv-Thema-Periode → Beethoven op.10 Nr.1                    |

Den musikalske analyse lægger ofte motivet ud i endnu nogle delmotiver og modsiger dermed egentlig definitionen "mindste musikalske betydningsenhed". Begrebet "motivgruppe" betegner en ansamling af ensartede eller fra hinanden afledte motiver. For at bekrive et motivhierarki i den musikalske analyse bliver der hyppigt anvendt de alfanumeriske tegn – dog ikke altid konsistent – for eksempel: A, B, A1, A', A2, B2, Aa1, Bb2, osv.

## Motivets fremtrædelsedformer
Man kan skelne mellem primært medodisk, rytmisk og harmonisk prægede motiver. Naturligvis kan de tre komponenter også være af lige stor betydning som i nodeeksemplet ovenfor af Beethoven op. 10 nr. 1 eller i sonaten „Pathetique“ op. 13, takt 1-2.
Som primært rytmisk præget er for eksempel begyndelsesstykket til Beethovens femte symfoni eller dødens rytmiske motiv i Schuberts lied "Der Tod und das Mädchen“ ("Døden og pigen"). Et eksempel på melodiske og harmoniske motiver:
| Melodisk tema fra Schuberts "Tysk dans" |  | Harmonisk præget motiv |
| --------------------------------------- |  | ---------------------- |
|                                         |  |                        |

Derudover adskiller musikteorien såkaldte viderespindingsmotiver fra udviklingsmotiver. Begge beror på linear melodik. I barokmusikken er viderespindingsmotivet udbredt, danner sjældent tyngdepunkter (ty. Schwerpunkte) og skyr symmetri. Ved den første figurs begyndelsesimpuls bliver melodilinjen for det meste videreført uden større afbrydelser, indtil der dukker et nyt motiv op. På grund af den vedvarende sidestilling og sammenkobling af de melodiske linjer er det ofte meget vanskeligt at afgrænse de enkelte motiver fra hinanden. Heraf tendensen til deres selvopløsning i figurer eller dobbeltstemmer hvilket gør dem uegnet for motivisk-tematisk arbejde. Barokkens kompositionsprincip er snarere rettet mod "kontrapunkt" og polyfoni (ligeværdig flerstemmighed), således at melodi og harmoni gensidigt gennemtrænger hinanden.
| Viderespindingsmotiv fra Bachs 3. Brandenburgkoncert |
| ---------------------------------------------------- |
| Lytteprøve                                           |

Udviklingsmotivet derimod hersker i den homofont orienterede musik fra Wienerklassikken og Romantikken. Det er klart afgrænset og tenderer til lige forblivende metriske tyngdepunkter og til symmetri. Den forbliver inden for sin "substans" og er derfor bedre egnet til forarbejdning (et eksempel: anden sats af Joseph Haydns symfoni nr 94, "Paukeslagsymfonien", (no).
I musikhistorien er det ofte blevet forsøgt at benævne motiver efter deres følelsmæssige holdning, bevægelsesforløb eller intervalstruktur og fastlægge dem efter et bestemt udtryksindhold. Dette gjaldt især for den barokke figur- og affektlære der kunne gøre brug af op mod hundrede figurnavne med tilknytning til retorikken. Endvidere blev ledemotivet i 1800-tallets programmusik kombineret med et uden for musikken liggende betydningsplan (følelse, person) som "idee fixe" (Richard Wagner, Hector Berlioz)
Folkesangen var i alle musikkens epoker naturligt præget af motivet.

Her nævnes kun enkelte særligt hyppige motivnavne:
- Seufzermotiv (latin: suspiratio – "Seufzer": da. suk, (de) for stigende eller faldende, for det meste forudhold-agtige sekundmotiver (ty. vorhaltsartige).

          Lytteprøve, Seufzermotiv fra Beethoven op.31, nr.2, 1. sats
- Krydsmotivet består af fire toner der kan danne et kryds hvis man forbinder den første med den sidste og de to midterste med hinanden: for eksempel som i B-A-C-H.

- Gøgemotivet (nedadgående lille terts, gøgen synger egentlig meget forskelligt, for det meste dog ca en stor terts)

- Banke-/gentagelsesmotiv ("Regndråbepræludiet" af Frédéric Chopin)

- Skalamotiv for op- eller nedadgående diatoniske eller kromatiske skalaer eller skalaudsnit

- Treklangsmotiv

- Bølge- eller buemotiv (ty. "Wölbungsmotiv", bue) for en bueformet henholdsvis sinusformet forløbende tonerække,

- Springmotiv for et større intervalspring opad eller nedad.

- Intervaludstrækningsmotiv(for eksempel f’–f’’–f’–g’’–f’–a’’...)

- Kvintmotiv, kvartmotiv osv., altså motiver der er betegnet efter det fremherskende intervalspring: som "kvintfald", hvis intervallet falder, som "kvartspring" hvis det stiger (et eksempel er den tyske Volkslied "Im Märzen der Bauer“).[bør uddybes med danske eksempler]

## Motivets bearbejdningsmuligheder
Til motivets bearbejdningsmuligheder hører: gentagelse, variation og kontrast som også kan kombineres med hinanden.
Gentagelse
Ved gentagelse må man skelne:
- Den nodetro gentagelse direkte efter den første præsentation eller i værkets videre forløb
- Gentagelse af motivet flere gange
- Gentagelse af motivet flere gange i andre tonelejer (sekvens)
- Gentagelse af motivet i en anden stemme (imitation)

Variation
Variationen beror på gentagelse af det melodisk, rytmisk eller harmonisk forandrede motiv.
Til motivets melodiske forandringsmuligheder hører:
- Formindskelse eller forstørrelse af enkelte eller alle intervaller
- Retningsomvending af intervaller (inversion)
- At spille alle motiver baglæns (krebs)

Til de rytmiske forandringsmuligheder hører:
- Forstørrelse (augmentation) og formindskelse (diminution) af motivets nodeværdier.
- Forlængning og forkortning af enkelte toner.

Harmoniske variationer er motivets gentagelse i en forandret harmonisk sammenhæng.
De mange muligheder med denne teknik kan vises ved nogle eksempler fra Joseph Haydns strygekvartet i d-mol, opus 76, 1. sats:
| Eksempel på bearbejdning af motiver i Joseph Haydns strygekvartet i d-mol, opus 76, 1. sats:                              |
| --- |
| Linje 1: Motivet i original skikkelse — Intervaludvidelse i 2. takt — Omvending (inversion)                               |
| Linje 2: Intervalformindskelse og rytmisk forandring — Med rytmisk formindskelse — Rytmisk varieret, udvidet til treklang |
| Linje 3: Rytmisk forstørrelse og i fri imitation                                                                          |
| Linje 4: Med intervaludvidelse og rytmisk varieret                                                                        |
| Lytteprøve del 1 og 2 Lytteprøve del 3                                                                                    |

| Motivet i firstemmig imitation           |
| ---------------------------------------- |
| Lytteprøve til den firstemmige imitation |

Kontrast
At stille motivet som kontrast over for et andet, meget modsat motiv kan give det oprindelige motiv nye impulser og spændinger. Herved blander motiverne sig ofte med hinanden som følge af det motivisk-tematiske arbejde, hvorved der hyppigt opstår nye motiver.
De nævnte fremgangsmåder blev i tidsrummet fra Joseph Haydn (1732-1809) til Gustav Mahler (1860-1911) anvendt i sonatesatsformen især i former som sonate, symfoni og strygekvartet. 
I middelalderens musik blev det motiviske arbejde også allerede anvendt, men var dog ikke centralt. På den ene side var det delvist hensigten at undgå den af varitas (lat. forskellighed, brogethed) prægede musik, gentagelser og symmetridannelser inden for det rytmiske og melodiske område (Guillaume Dufay). På den anden side er der i chansonen, for eksempel hos Giles Binchois, igen motivisk ret klart adskilte temaer.
En mester i motivisk-tematisk arbejde var Ludwig van Beethoven der ud af små, ubetydelige motiver formede dramatisk-dialektiske satser eller sågar hele værker. Franz Schuberts snarere lyrisk-modulatoriske ansats skyer derimod opsplitning i motiver og motivisk-tematisk arbejde. Han bruger snarere variationsagtige omspilninger og vekslende harmoniske antydninger af temaet.
I romantikkens musik blev temaets toner ofte vekselvis fordelt på over-, under- og midterstemmerne, således at hverken begreberne homofoni eller polyfoni opfanger denne skrivemåde. Robert Schumann taler her om en indre stemme (Humoreske op. 20), en art imaginær melodi. Rytmiske forskydelser og harmoniske tvetydigheder bevirker yderligere et moment af "romantisk forklædning og fortryllelse" (ty. "romantischen Verschleierung und Verzauberung“.)
| Eksempel "indre stemme" i romantikkens musik — det midterste bliver ikke spillet — samme tonehøjder har samme farve |
| --- |
| |

I senromantikken lader Anton Bruckner (1824-1896) motivet langsomt udvikle sig fra af en "rudimentær motivkerne". De væsentlige intervaller bliver præsenteret i begyndelsen (3. symfoni). Denne fremgangsmåde anvendte Beethoven allerede i sin niende symfoni.
| Motivudvikling hos Beethoven, symfoni nr. 9 d-mol, opus 125, 1. sats |
| -------------------------------------------------------------------- |
| Linje 1: Tremolo hos celloer og 2. violin                            |
| Linje 2: 1. violin, så viola og kontrabas                            |
| Linje 3: 1. violin, så viola i crescendo                             |
| Linje 4: 1. violin og viola indtil tema indtræder i fortissimo       |
| Lytteprøve[Link virker ikke pr. juli 2009]                           |

Antallet af motiver og motivforvandlinger har – som størrelsen og instrumenteringen af orkestret – taget betragteligt til, og grænsen mellem eksposition og gennemførelse begynder at udviskes.
I impressionismen trådte motiv og motivisk-tematisk arbejde delvis tilbage til fordel for harmonik og sofistikeret instrumentation.
I musikken i 1900-tallet er begge tendenser til stede. De ellers formbevidste komponister Paul Hindemith og Igor Stravinskij forfulgte det motivisk-tematiske arbejde videre, og også tolvtoneteknikken giver rum herfor.

Det er dér så meget desto vigtigere som det klassiske forhold motivet har til harnonik som kompositionsprincip blev opgivet til fordel for den horisontale 12-tone-række. Således fremstiller det anførte eksempel motivforhold ved rytmisk gruppering i tretonegrupper spillet af forskellige instrumenter i forskellige nodeværdier (sekstendedel, ottendedel, ottendedelstrioler, fjerdedelstrioler). Melodisk er forholdet givet gennem anvendelse af terts og intervallet den lille none. Efter en pause bliver dette princip anvendt af klaveret i 12-tone-rækkens krebsomvending.
Andre komponister som Olivier Messiaen og Steve Reich går bevidst uden om motivet.
For musik der helt bygger på klang- eller støjstrukturer ("toneclustermusik", "minimalistisk musik", klangflademusik, mikropolyfoni, aleatorik, "musique concrète") lader den sædvanlig motivalyse sig næppe anvende: med mindre man udvider motivbegrebet til rent rytmiske, klanglige eller andre strukturer. En byggesten kunne da klangen 'A' være, som så hele tiden har en bestemt længde og spilles med en nøje fastlagt dynamik når den optræder. Derved renoncerer denne såkaldte punktuelle musik på det traditionelle motivisk-tematiske arbejde og bliver fortaler for "ligeberettigelsen af alle elementer i en komposition" (Karlheinz Stockhausen).

## Begrebets historiske udvikling
Begrebet motivo di cadenza for en impuls fra grundstemmen til en slutningsdannelse, "slutkadence"?, stammer fra Angelo Berardi fra det 17. århundrede. Berardi anvendte også det samme udtryk for et melodifragment til kontrapunktisk opbygning. Jean-Jacques Rousseau forstod ved begrebet motif et stykkes oprindelige og hovedsagelig kompositoriske ide.
De første ansatser til en musikalsk motivlære ligger i 1700-tallet hvor Johann Mattheson og andre begyndte at adskille melodien i enkelte satsdele. Motivbegrebet var i den tyske musikvidenskab endnu ikke sædvanligt, skønt man plejede at benævne en aries hovedtanke for motivo. Begreberne motiv, tema og soggetto blev anvendt synonymt.
Med Adolf Bernhard Marx (1837) vandt begrebet i begyndelsen af 1800-tallet indpas i musikvidenskaben. Marx så motivet som "[...] kerne og impuls [...] – en for den musikalske opbygning tjenende formel af to eller flere toner ud af hvilken den større tonerække vokser", hvorved han allerede skelner mellem motiv og tema. Hugo Riemann (1882) så motivet som en stadig på ny opdukkende urcelle hvad der ikke forblev uomstridt. Betegnelsen tematisk arbejde fandt indpas i 1800-tallet gennem Heinrich Christoph Koch (1802) og Johann Christian Lobe (1844).
Begrebet tematisk arbejde forbinder man sædvanligvis med et kvalitativt element i den højere kompositionskunst. Samtidig fremhæver man denne således betegnede teknik som et centralt formningsprincip af klassisk musik over for den ældre kontrapunktiske fremgangsmåde. Som hørende med til differentieringen mellem tema og motiv kommer også begrebet motivisk arbejde. Herudaf vokser det noget indifferente udtryk motivisk-tematisk arbejde.